# În numele tatălui (film din 1993)
În numele tatălui (în engleză In The Name of the Father) este un film biografic⁠(d) din 1993, scris și regizat de Jim Sheridan⁠(d). Filmul se bazează pe povestea adevărată a membrilor Guildford Four⁠(d), patru persoane acuzate pe nedrept de atentatul din Guildford⁠(d) din 1974 în urma căruia patru soldați britanici și un civil și-au pierdut viața. Scenariul a fost adaptat de Terry George⁠(d) și Jim Sheridan după autobiografia lui Gerry Conlon⁠(d) din 1990 intitulată Proved Innocent: The Story of Gerry Conlon of the Guildford Four.
Filmul a încasat 65 de milioane de dolari la box office și a primit numeroase recenzii pozitive din partea criticilor. A fost nominalizat la șapte premii Oscar la cea de-a 66-a ediție a Premiilor Academiei⁠(d), inclusiv la categoriile cel mai bun actor într-un rol principal (Daniel Day-Lewis), cel mai bun actor într-un rol secundar (Pete Postlethwaite), cea mai bună actriță într-un rol secundar (Emma Thompson), cel mai bun regizor și cea mai bună imagine.

## Intriga
În Belfast, Gerry Conlon⁠(d) este confundat cu un lunetist IRA de către forțele de securitate britanice și urmărit până în momentul în care izbucnește o revoltă⁠(d). Gerry este trimis la Londra de către tatăl său Giuseppe pentru a-l feri de posibilele represalii ale organizației IRA. Într-o seară, Gerry intră prin efracție în apartamentul unei prostituate și fură 700 de lire sterline. În timp ce se droga într-un parc cu boschetarul Charlie Burke, o explozie⁠(d) în urma căreia patru soldați și un civil își pierd viața are loc în Guilford. După ce se întoarce în Belfast, Gerry este arestat de armata britanică și Royal Ulster Constabulary⁠(d) în baza unor acuzații de terorism.
Transferat în Marea Britanie, Gerry, prietenul său Paul Hill, precum și ceilalți membri ai Guildford Four⁠(d) au fost supuși torturii de poliție ca parte a procesului de interogare⁠(d). Deși inițial se declară nevinovat, Gerry semnează o mărturisire⁠(d) după ce poliția îi amenință tatăl cu moarte; acesta este la rândul său arestat împreună cu alți membri ai familiei Conlon. În cadrul procesului, deși avocatul apărării scoate în evidență numeroase inconsistențe din ancheta poliției, Gerry și ceilalți membri ai Guildford Four sunt condamnați la închisoare pe viață.
În perioada încarcerării, Gerry și Giuseppe sunt abordați de nou-venitul Joe McAndrew. Acesta îi informează că el este adevăratul autor al atentatului și că a mărturisit acest fapt poliției, însă aceștia au păstrat informația secretă pentru a nu-și compromite imaginea. Deși Gerry îl simpatizează pe Joe, atitudinea sa se schimbă după ce Joe îl incendiază de viu pe unul dintre gardieni în timpul unei revolte. Giuseppe își pierde viața în custodie, iar Gerry continuă singur lupta pentru dreptate.
Avocatul lui Giuseppe, Gareth Peirce⁠(d), care investigase cazul în numele lui Giuseppe, descoperă dovezi vitale care îl disculpă pe Gerry în baza unei declarații făcute de Charlie Burke. După apel, Gerry și ceilalți membri ai Guilford Four sunt eliberați. Filmul se încheie cu prezentarea situației de astăzi a celor patru, se menționează că poliția nu a fost trasă la răspundere pentru greșelile din timpul investigației și că adevărații autori ai atentatului de la Guildford nu au fost puși sub acuzare.

## Distribuție
- Daniel Day-Lewis - Gerard Patrick „Gerry" Conlon
- Pete Postlethwaite - Patrick „Giuseppe" Conlon
- Emma Thompson - Gareth Peirce
- John Lynch⁠(d) - Paul Hill
- Corin Redgrave⁠(d) - inspectorul Robert Dixon
- Beatie Edney⁠(d) - Carole Richardson
- John Benfield⁠(d) - Chief PO Barker
- Paterson Joseph⁠(d) - Benbay
- Marie Jones⁠(d) - Sarah Conlon⁠(d)
- Gerard McSorley - detectivul Pavis
- Frank Harper - Ronnie Smalls
- Mark Sheppard - Patrick Joseph "Paddy" Armstrong
- Don Baker - Joe McAndrew
- Tom Wilkinson - procuror